# Jon Porter
Jonathan Christopher „Jon” Porter (ur. 16 maja 1955) – amerykański polityk, członek Partii Republikańskiej. Od 2003 do 2009 zasiadał w Izbie Reprezentantów.